# جوزف نرت
جوزف نرت (انگلیسی: Joseph Nérette; زاده ۹ آوریل ۱۹۲۴ – درگذشته ۲۹ آوریل ۲۰۰۷) سیاستمدار و قاضی اهل هائیتی بود. وی از ۸ اکتبر ۱۹۹۱ تا ۱۹ ژوئن ۱۹۹۲ رئیس‌جمهور موقت هائیتی بود.
جوزف نرت در ۲۹ آوریل ۲۰۰۷، در سن ۸۳ سالگی بر اثر سرطان ریه درگذشت.